# Zoraena sarracenia
Zoraena sarracenia – gatunek ważki z rodziny szklarnikowatych (Cordulegastridae). Występuje endemicznie na południu Stanów Zjednoczonych – w Teksasie i Luizjanie.